# Cupolă pătrată alungită
În geometrie cupola pătrată alungită este un poliedru convex construit prin alungirea unei cupole pătrate prin atașarea unei prisme octogonale la baza acesteia. Este poliedrul Johnson (J19 ). Având 18 fețe, este un octadecaedru.
Poliedrul poate fi văzut ca un rombicuboctaedru cu unul dintre „capace” (o cupolă pătrată, J4) îndepărtat.

## Mărimi asociate
Următoarele formule pentru arie A, volum V și raza sferei care circumscrie poliedrul R sunt stabilite pentru lungimea laturilor tuturor poligoanelor (care sunt regulate) a:
{\displaystyle A=\left(15+2{\sqrt {2}}+{\sqrt {3}}\right)\,a^{2}\approx 19,560477\,a^{2},}
{\displaystyle V=\left(3+{\frac {8{\sqrt {2}}}{3}}\right)\,a^{3}\approx 6,771236\,a^{3},}
{\displaystyle R={\frac {1}{2}}{\sqrt {5+2{\sqrt {2}}}}\,a\approx 1,398966\,a\,.}

## Poliedre și faguri înrudiți

### Poliedru dual
Dualul cupolei pătrate alungite are 20 fețe: 8 triunghiuri isoscele, 4 romboedre și 8 patrulatere:
| Dualul cupolei pătrate alungite | Desfășurata dualului |
| ------------------------------- | -------------------- |
|                                 |                      |

### Faguri
Cupola pătrată alungită poate tesela spațiul împreună cu tetraedrul și cubul, sau împreună cu tetraedrul și cuboctaedrul, sau împreună ci tetraedrul, piramida pătrată alungită și bipiramida pătrată alungită.